# کامنیتسا (نیش)
کامنیتسا (به صربی: Kamenica) یک منطقهٔ مسکونی در صربستان است که در Pantelej واقع شده‌است.